# 蒲郡市立西浦小学校

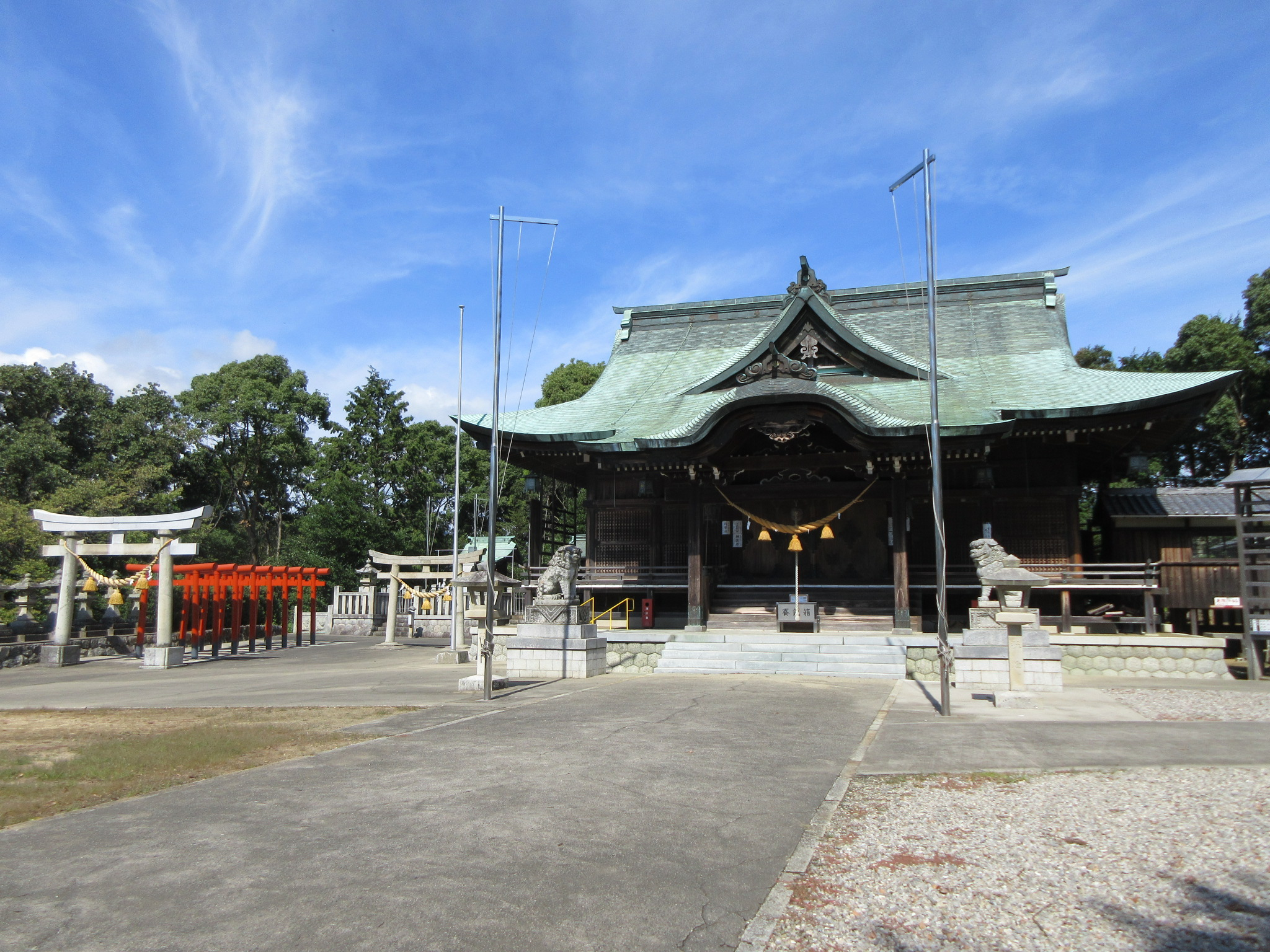
北側に隣接する八王子神社

蒲郡市立西浦小学校（がまごおりしりつにしうらしょうがっこう）は愛知県蒲郡市西浦町にある公立小学校。

## 概要
- 「西小」（にししょう）または「西浦小」（にしうらしょう）とも呼ばれる。
- 中庭に見事な花を咲かせる「なんじゃもんじゃ」の木がある。
- 卒業生は、蒲郡市立西浦中学校へ進学する。
- 「きじっこの森」と呼ばれる森がある。
- 「きじっこ体操」や「きじっこタイム」(2限目と3限目の間の休み時間を指す)と呼ばれる休み時間がある。
- トンビやクジャクを飼育しており、ふくろうを飼っていたこともあった。

## 沿革
- 1873年（明治6年）11月4日 - 創立。
- 1966年（昭和41年）11月28日 - 新校舎が竣工。
- 1967年（昭和42年）3月 - 愛知県より愛鳥モデル校の指定を受ける。
- 1970年（昭和45年）1月28日 - 体育館竣工。
- 1970年（昭和45年）7月15日 - プール竣工。
- 1971年（昭和46年）1月26日 - 正門が完成。
- 1972年（昭和47年）10月20日 - 「花いっぱい優良小中学校コンクール」（毎日新聞社主催）で優良賞受賞。
- 1975年（昭和50年）9月25日 - 「花いっぱいコンクール」（毎日新聞社主催）で優良賞受賞。
- 1985年（昭和60年）9月20日 - 西浦小学校PTAが相撲場を寄付。
- 2004年（平成16年）4月1日 - 2学期制を導入。
- 2009年（平成21年）- 耐震補強工事。

## 校訓
たくましい子、自ら学ぶ子、心の豊かな子

## 学校行事
- 入学式
- 春の遠足
- 温泉体験 - 西浦温泉で温泉入浴体験を実施
- 修学旅行（6年）
- 球技指導会
- 運動会
- 社会見学（6年生を除く）
- 学芸会
- マラソン大会
- 競書会
- 卒業式（参加学年…4・5・6年）

## 校区
- 蒲郡市西浦町全域

## 交通
- 名鉄西浦駅より徒歩約13分